# William Bates

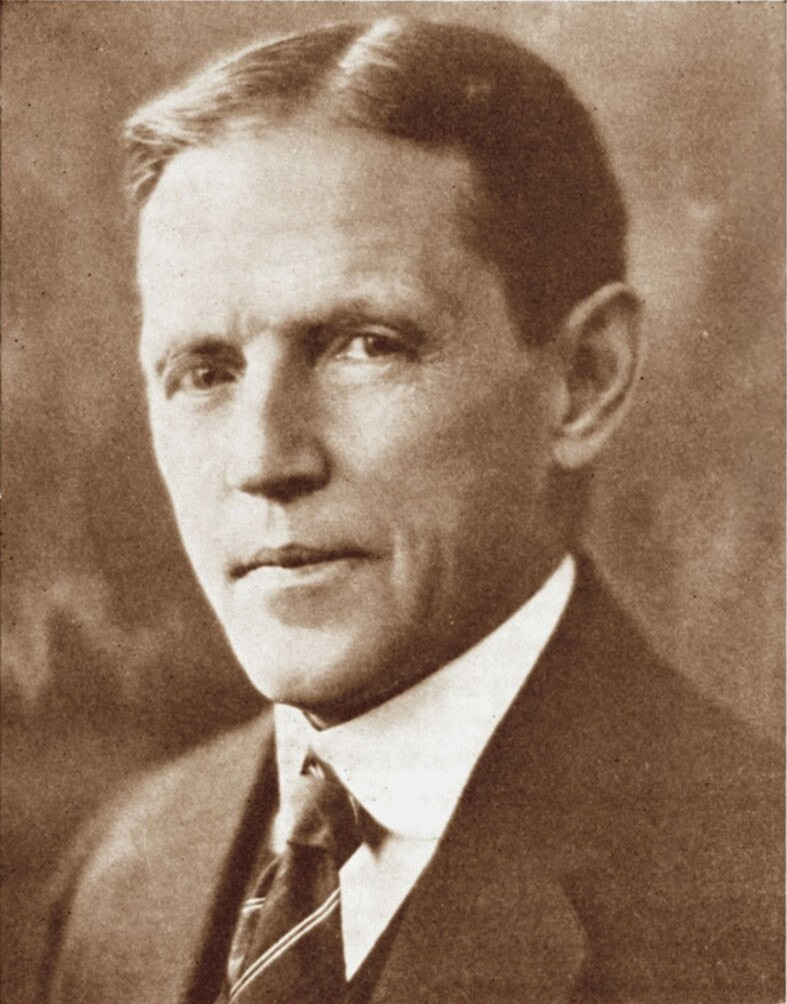
William Horatio Bates

William Horatio Bates (Nueva York, 23 de diciembre de 1860 – 10 de julio de 1931), conocido como William Bates, fue un médico oftalmólogo estadounidense que desarrolló lo que se conoce como el Método Bates para una mejor visión, un procedimiento de reeducación destinado a mejorar la visión, que considera, como causas principales de los fallos en la misma, los efectos del estrés y de la tensión de los músculos situados en torno a los ojos. La eficacia del método es cuestionable, y su teoría de que el ojo no enfoca al cambiar la potencia del cristalino, sino más bien por el alargamiento del globo ocular mediante el uso de los músculos oblicuos extraoculares se contradecía con la corriente principal oftalmológica y optométrica de su época e incluso de la actualidad. Bates modificó su técnica a partir de ideas budistas para la curación neuroplástica por medio de la relajación y el aprendizaje de nuevas formas de usar los ojos.

## Datos biográficos
Bates se graduó en la Universidad de Cornell en 1881 y recibió su título de médico en el Colegio de Médicos y Cirujanos en 1885. Formuló una teoría sobre la salud de la visión, y publicó el libro Perfect Sight Without Glasses en 1920 y la revista Better Eyesight desde 1919 hasta 1930. Partes de la teoría de Bates sobre la corrección de trastornos de la visión se basan en principios psicológicos que eran contrarios a muchas de las teorías médicas de la época y que lo siguen siendo en la actualidad. A pesar de ello, el método Bates todavía goza de cierta aceptación limitada como una modalidad de la medicina alternativa.[cita requerida]
Bates trató a muchos pacientes que afirmaron haber corregido sus defectos de visión, especialmente la miopía. Este hecho lo puso en conflicto con sus compañeros. Su método es muy difundido por toda América Latina.[cita requerida]

## Publicaciones de Bates
Debido a que los derechos de autor han expirado, la versión original de Perfect Sight Without Glasses (o The Cure of Imperfect Sight by Treatment Without Glasses) es ahora de dominio público. En 1943, salió a la luz una versión reducida que se publicó con el título Better Eyesight Without Glasses, en la que se eliminaron algunos de los puntos más controvertidos, tales como la afirmación de que "perfectly remembering black" es un sustituto adecuado para la anestesia, y recomendaciones para mirar el Sol.

## La salud mental de Bates
Bates debió de haber sufrido un extraño episodio de amnesia (o, posiblemente, fuga psicógena), mencionado en su obituario, tal vez erróneamente como "una extraña forma de afasia". En 1902, desapareció, fue encontrado y luego volvió a desaparecer, y finalmente reapareció después de la muerte de su segunda esposa, quien lo estuvo buscando en vano. De este episodio se dijo que le generó un interés particular por el tema de la memoria, hecho que pudo influir en su trabajo. Se casó en tres ocasiones, después de haber enviudado dos veces. En 1928, se casó con quien durante años fue su asistente personal, Emily C. Lierman.[cita requerida]

## El descubrimiento del uso médico de la adrenalina
Bates también trabajó en otros campos de la investigación. A destacar el descubrimiento de las propiedades astringentes y hemostáticas de la sustancia producida por la glándula suprarrenal, y su valor en la medicina, especialmente en las cirugías. La sustancia más tarde se comercializaría con el nombre de adrenalina.